# ميناء شانتو
ميناء شانتو (بالصينية: 汕頭港) هو ميناء نهري طبيعي يقع على ساحل مدينة شانتو بمقاطعة قوانغدونغ بجمهورية الصين الشعبية، ويعد الميناء الرئيسي الوحيد في شرق مقاطعة قوانغدونغ، وبوابة منطقة شانتو الاقتصادية الخاصة. في عام 2012م، احرز انتاجية بمقدار 45.6 مليون طن من البضائع و 1.250.000 حاوية مكافئة. مثل معظم الموانئ البحرية الصينية، فقد شهد المناء نموًا كبيراً في العقدين الماضيين وما زال تحت التطوير حيث يتم العمل على خطط للتوسع الكبير في المستقبل، التي ستعمل على زيادة الإنتاجية.

## التاريخ
كان ميناء شانتو واحد من موانئ المعاهدة التي افتتحتها معاهدات تينتسين في عام 1858.

## التجهيزات والمرافق
يقع ميناء شانتو في مصب نهر رونغجيانغ، ويفتح على بحر الصين الجنوبي. اعتبارًا من عام 2012 ، كان يحتوي على 86 رصيفًا، 18 منها عبارة عن أرصفة للمياه العميقة قادرة على التعامل مع السفن التي يزيد وزنها عن 10000 طن. ويتضمن الميناء ثماني مناطق موانئ كالتالي:
1. منطقة الميناء القديم (老 港区)
2. منطقة ميناء جو تشي (珠池 港区) هي منطقة الميناء الرئيسية اعتبارًا من عام 2013.
3. منطقة ميناء ماشان (马山港区)
4. منطقة ميناء جوانج آو (广澳港区)
5. منطقة ميناء هايمن (海门港区)
6. منطقة ميناء نان آو (南澳 港区) تقع في جزيرة Nan'ao على خليج Qianjiang
7. منطقة ميناء رونغجيانغ (榕江港区)
8. منطقة ميناء تيانشين (天心港区): قيد التخطيط

## وصلات خارجية
موقع الميناء الرسمي الإلكتروني